# Törbel
Törbel (walliserdeutsch Terbil) ist eine Munizipalgemeinde und Burgergemeinde im Bezirk Visp sowie eine Pfarrgemeinde des Dekanats Visp im deutschsprachigen Teil des Schweizer Kantons Wallis.

## Geographie
Der alte Dorfkern liegt hoch über dem Übergang des Mattertals ins Vispertal auf rund 1500 m ü. M. Das Dorfbild ist geprägt von den durch die Sonne gebräunten Häusern und den engen Gassen sowie einer sehr geschlossenen Bauweise.
Die tiefstgelegene Stelle auf Gemeindegebiet liegt auf 770 Metern, der höchste Punkt ist der Gipfel des Augstbordhorns auf 2972 m ü. M. Die Moosalp (2042 m ü. M.) ist die Alp der Gemeinde Törbel und wird als Tourismusgebiet genutzt.
Die Gemeinde Törbel grenzt im Norden an Bürchen, im Nordosten an Zeneggen, im Osten an Stalden, im Süden an Grächen, im Südwesten an Embd und im Westen an Unterbäch.

## Wappen
Blasonierung
Unter schmalem silbernem Schildhaupt gespalten: vorn in Blau, auf nach links abfallendem grünem Sechsberg, ein silberner Zinnenturm mit schwarzen Fenstern und links angebauter ebensolcher Zinnenmauer; hinten in Gold ein übereck gestellter schwarzer Brunnen, aus dessen Säulenröhren zwei silberne Wasserstrahlen in den Brunnentrog fliessen; die Teilungslinien überdeckt von einem roten Tau getatzten Enden.
Das 1945 angenommene Wappen trägt ein grosses Taukreuz für Törbel und symbolisiert die Hauptweiler Burge, Feld und Brunnen. Es folgt dem ersten, Anfang des 20. Jahrhunderts geschaffenen Wappen bis auf das Taukreuz.

## Bevölkerung
| Bevölkerungsentwicklung | Bevölkerungsentwicklung | Bevölkerungsentwicklung | Bevölkerungsentwicklung | Bevölkerungsentwicklung | Bevölkerungsentwicklung | Bevölkerungsentwicklung | Bevölkerungsentwicklung | Bevölkerungsentwicklung | Bevölkerungsentwicklung | Bevölkerungsentwicklung |
| ----------------------- | ----------------------- | ----------------------- | ----------------------- | ----------------------- | ----------------------- | ----------------------- | ----------------------- | ----------------------- | ----------------------- | ----------------------- |
| Jahr                    | 1798                    | 1850                    | 1900                    | 1950                    | 2000                    | 2010                    | 2012                    | 2014                    | 2016                    | 2022                    |
| Einwohner               | 350                     | 508                     | 571                     | 693                     | 498                     | 491                     | 484                     | 477                     | 471                     | 497                     |

## Wirtschaft
Aus Törbel stammen die Schweizer Taschen aus recycelten Armeedecken. Diese werden in Törbel in einer kleinen Fabrik der Karlen Sattlerei und Handels GmbH in Handarbeit hergestellt.
Weiter stammen aus Törbel die Malereien der Künstlerin Helen Güdel, welche in Törbel eine neue Heimat gefunden hat und das Dorf in mehreren Büchern in Malereien darstellt.

### Tourismus
Das Tourismusgebiet Moosalp wird ganzjährig genutzt, im Winter als Wintersportgebiet, im Sommer als Wandergebiet (z. B. der Höhenweg Moosalp–Jungen).
Jeweils Anfang Sommer findet zudem der Alpaufzug statt, in welchem über 100 Kühe auf die Moosalp gebracht werden. Der Alpaufzug wird von den Ringkuhkämpfen und einem kleinen Volksfest begleitet.
Im Sommer findet jedes Jahr am letzten Sonntag des Monats Juli das traditionelle Älplerfest statt, in welchem jedes Jahr ein folkloristischer Umzug stattfindet und bis zu 5000 Besucher anzieht.

### Verkehr
Törbel ist verkehrstechnisch gut erschlossen. Es führt eine Strasse von Stalden nach Törbel und dann bis zur Moosalp. Törbel ist auch über Bürchen oder Zeneggen erreichbar, dies aber nur im Sommer und über die Moosalp.
Regelmässige Postautokurse verbinden Törbel mit Stalden (mit Anschluss an die Züge nach Visp und Zermatt) und im Sommer mit der Moosalp(–Bürchen).

## Sehenswürdigkeiten
«Urchiges Törbel» (Walliserdeutsch: «Urchigs Terbil») ist ein im Jahre 1985 gegründeter Verein für die Erhaltung und Renovierung von Ahnengütern im Bergdorf Törbel. Die vom Verein betreuten Objekte umfassen:
- Mühle (Mili), erbaut Anfang des 19. Jahrhunderts, restauriert 1984–1985
- Vorratskammer (Ds chlei Stadolti), erbaut vor mehr als 300 Jahren, restauriert 1988–1990
- Backhaus (Bachhiischi), erbaut 1915, restauriert 1988
- Walke (Walchi), erbaut 1830, restauriert 1989–1991
- Ignatiuskapelle (Ignatius-Chappola), erbaut Anfang des 19. Jahrhunderts, restauriert 1991
- Weinpresse (Triel) auf dem Biel, errichtet 1864, restauriert 2000–2001
- Polykarp-Haus (Polykarp-Hüüs), erbaut Anfang des 19. Jahrhunderts, restauriert 2003–2004
- Gattersäge (Saga), bis 1930 betrieben, Einweihung des Neuaufbaus 2012

### Stadel

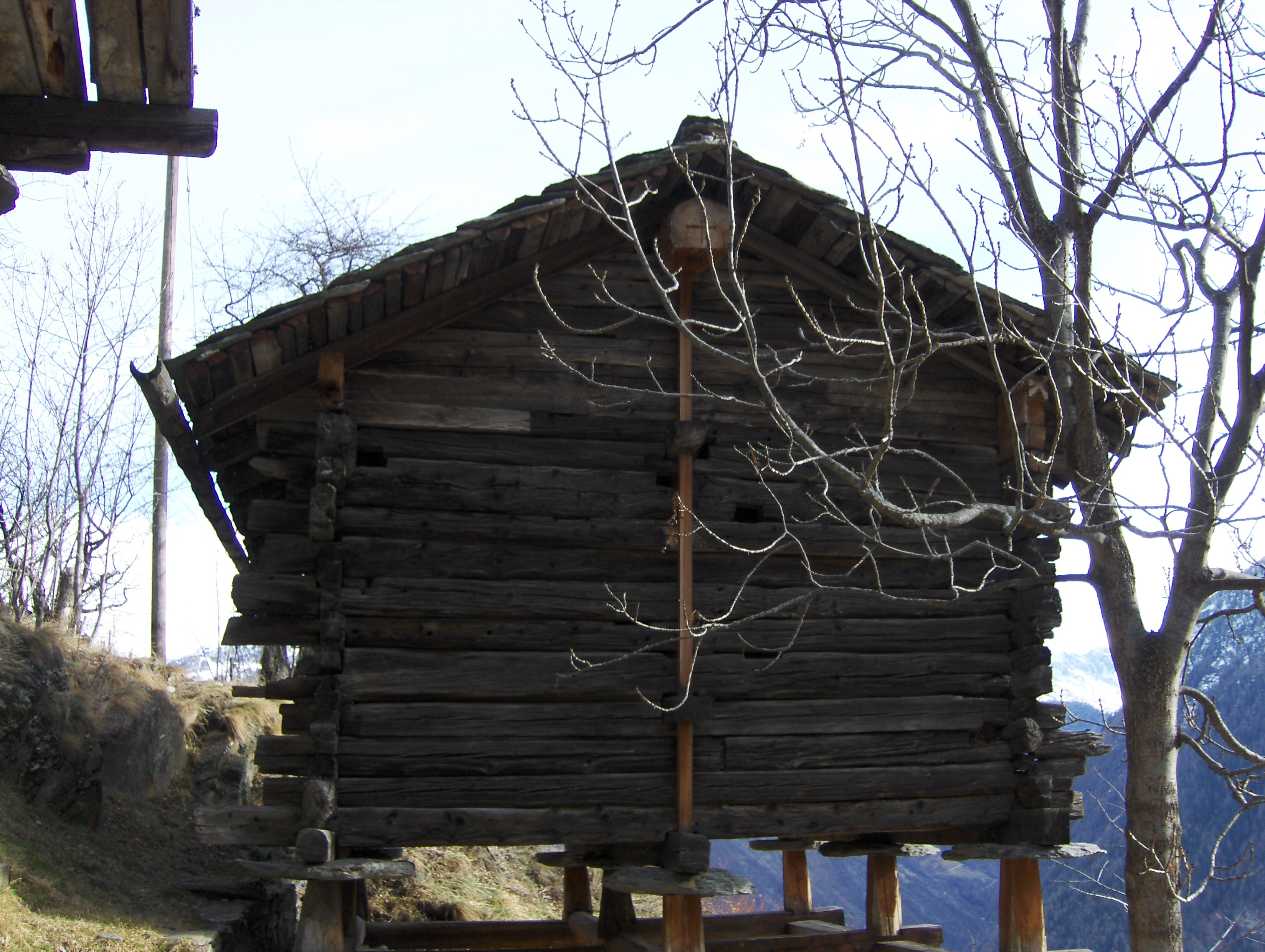
Walliser Stadel in Törbel

«Ds Chlei Stadolti» ist das älteste Gebäude des Weilers Zen Blatten und über 300 Jahre alt. Es ist ein typischer Walliser Stadel, wie man solche in Törbel noch häufiger antrifft.
Der Stadel ist auf hölzernen Stelzen gebaut, an dessen oberen Ende sich Steinplatten befinden, damit die Mäuse nicht in das Innere des Stadels gelangten. Das Dach ist auch mit Steinplatten gedeckt, wie es früher in Törbel üblich war und noch heute auf manchen Ferienhäusern gedeckt ist.
Im Inneren des Stadels sind verschiedene alte landwirtschaftliche Geräte und Gebrauchsgegenstände zu besichtigen, welche früher für den Ackerbau gebraucht wurden. Früher wurde der Stadel aber vor allem für die Lagerung des Getreides bis zum Dreschen verwendet. Das Getreide wurde in den Äckern, die sich unterhalb des Stadels und sich bis zur Mühle erstrecken, angebaut. Das Getreide wurde zu «Garpen» zusammengebunden und auf dem Feld zum Trocknen ausgelegt und später in mehreren Stadeln untergebracht, bis man es mit dem Holzflegel gedroschen hat. Dann wurde das Korn durch die Kornwanne geschleudert und das nun reine Korn in Säcke abgefüllt und zur Verarbeitung in die Mühle gebracht. Heute werden in Törbel die erhaltenen Stadel eher als Gerümpelkammer gebraucht oder stehen leer.

### Mühle

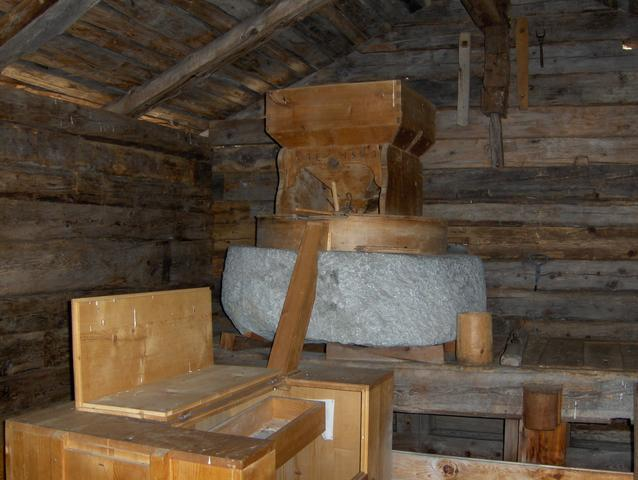
Mühle von Törbel

Die Mühle liegt direkt neben dem Törbjer-Bach. Sie wurde dank eines Abkommens mit dem Freilichtmuseum Ballenberg wieder instand gesetzt, dafür erhielt das Freilichtmuseum die Überreste von zwei ehemaligen Mühlen, um diese in ihrem Museum wieder aufzubauen. Früher standen in dieser Schlucht noch acht Mühlen, eine Sägerei (hier sagt man Saga) und eine Walke. Beide sind dank Renovation durch «Urchigs Terbil» wieder betriebsbereit.
Zur Mühle selbst: Am Bach befindet sich ein Wasserschieber. Wenn er geöffnet ist, gelingt das Wasser über einen ausgeholten Baumstamm in das Untergeschoss der Mühle. Dort treibt es ein horizontales Wasserrad an, welches mit einem Holzbalken mit dem Mahlstein im oberen Geschoss verbunden ist. Das Wasser fliesst dann durch eine Öffnung aus der Mühle hinaus und über eine Wasserleitung zurück in den Bach. Im oberen Geschoss wird dann das Korn in die «Trimja» geworfen und auf dem Mahlstein gemahlen. Danach geht das noch unreine Mehl über ein Rüttelsieb, um gröbere Unreinheiten zu entfernen und fällt dann in den Mehlkasten. Das nun reine Mehl wird in Säcke abgepackt und dann gelagert oder direkt ins Backhaus gebracht.

### Backhaus
Das alte Gemeindebackhaus wurde im Jahre 1815 erbaut und 1988 von Freiwilligen renoviert, nachdem sie sich dazu am Stammtisch im Restaurant Weisshorn verpflichtet hatten. Im Keller befindet sich ein kleines Wasserkraftwerk, welches aber seit einigen Jahren nicht mehr benutzt wird, da in der Nähe der Moosalp ein neues Kraftwerk erbaut wurde. Im Obergeschoss befindet sich das Backhaus mit vier Räumen: Der grösste Raum ist die Backstube, in ihr wurden der Teig hergestellt und die Brote geformt. Danach wurden die Brote im «Nachhaus» gebacken, in welchem sich der grosse Backofen befindet. Links von der Backstube befindet sich der kleine Brotlagerraum, in dem die Brote auf Brottreppen gelagert wurden, bis der Kunde die Brote abgeholt hatte. Als letzter Raum ist das offene Unterdach, in welchem das Brennholz und weitere Gebrauchsgegenstände gelagert wurden.

## Humanökologische Studien
In den 1980er Jahren war Törbel Gegenstand wissenschaftlicher Untersuchungen durch den Anthropologen Robert Mcc. Netting und die spätere Wirtschaftsnobelpreisträgerin Elinor Ostrom.
Netting war einer der ersten, die eine Gemeinde nach humanökologischen Aspekten analysierten. Die Dorfgemeinschaft wurde als Ökosystem untersucht, das sich durch Wirtschaftsweise, Demographie, Reproduktionszyklen oder Heiratsverhalten reguliert.
Ostrom untersuchte die Nutzung der Törbeler Allmende, die durch die Satzung von 1483 geregelt wurde. Insbesondere ging es ihr um die Regeln für die nachhaltige Nutzung der Weiden und Wälder sowie die gemeinschaftliche Unterhaltung von Wegen und Suonen. Nach ihren Studien in Törbel und einigen weiteren Gemeinwesen in aller Welt stellte Ostrom die These auf, dass gemeinschaftliches Eigentum die natürlichen Ressourcen auf lange Sicht besser bewirtschaftet als privates oder staatliches Eigentum. Das Ergebnis war Ostroms Hauptwerk Governing the Commons.

## Persönlichkeiten
- Anton Wyss (1468–1550), Landeshauptmann (1522–1523)
- Viktor Petrig (1887–1973), Grossrat (1913–1949), Grossratspräsident (1935–1936), Nationalrat (1917–1943), Regierungsstatthalter (1921–1958), Ständerat (1943–1947)
- Ernst Heinrich Karlen CMM (1922–2012), römisch-katholischer Erzbischof von Bulawayo in Simbabwe
- Richard Reich (1927–1991), Journalist und Politiker
- Helen Güdel (* 1935), Kunstmalerin, Kinderbuchautorin und Illustratorin